# Глебковское сельское поселение
Глебковское сельское поселение — муниципальное образование (сельское поселение) в составе Рыбновского района Рязанской области России.
Административный центр  — посёлок Глебково.

## История
Глебковское сельское поселение образовано в 2006 г.

## Население
| 2010  | 2012  | 2013  | 2014  | 2015  | 2016  | 2017 |
| ----- | ----- | ----- | ----- | ----- | ----- | ---- |
| 1101  | ↘1081 | ↘1056 | ↘1054 | ↘1044 | ↘1025 | ↘995 |
| 2018  | 2019  | 2020  | 2021  |       |       |      |
| ↗1000 | ↘985  | ↘972  | ↗1698 |       |       |      |

## Состав сельского поселения
| № | Населённый пункт | Тип населённого пункта          | Население |
| - | ---------------- | ------------------------------- | --------- |
| 1 | Глебково         | посёлок, административный центр | ↗556      |
| 2 | Дивово           | посёлок                         | ↘481      |
| 3 | Срезнево         | село                            | ↘64       |